# سالوی هاروستر
سالوی هاروستر (به انگلیسی: Solway Harvester) یک کشتی بود که طول آن 70ft (20m) بود. این کشتی در سال ۱۹۹۲ ساخته شد.